# 拉日尼亚
拉日尼亚是巴西米纳斯吉拉斯州的一个市镇。总面积429.303平方公里，总人口17580人，人口密度41人/平方公里。